# Beuvrequen
Beuvrequen (flämisch: Beuverken) ist eine französische Gemeinde mit 459 Einwohnern (Stand: 1. Januar 2022) im Département Pas-de-Calais in der Region Hauts-de-France. Sie gehört zum Arrondissement Boulogne-sur-Mer und zum Kanton Desvres.  

## Geographie
Die Gemeinde Beuvrequen liegt im Regionalen Naturpark Caps et Marais d’Opale, etwa 25 Kilometer südwestlich von Calais, etwa zwölf Kilometer nordnordöstlich von Boulogne-sur-Mer und fünf Kilometer östlich der Opalküste des Ärmelkanals am Fluss Slack. Nachbargemeinden von Beuvrequen sind Marquise im Norden und Osten, Offrethun im Südosten, Wacquinghen im Süden sowie Wimille im Südwesten und Westen. Durch die Gemeinde führt die Autoroute A16.

## Bevölkerungsentwicklung
| Jahr                       | 1962 | 1968 | 1975 | 1982 | 1990 | 1999 | 2006 | 2013 | 2022 |
| -------------------------- | ---- | ---- | ---- | ---- | ---- | ---- | ---- | ---- | ---- |
| Einwohner                  | 240  | 237  | 313  | 306  | 322  | 392  | 409  | 413  | 459  |
| Quellen: Cassini und INSEE |      |      |      |      |      |      |      |      |      |

## Sehenswürdigkeiten
- Kirche Saint-Maxime aus dem 16. Jahrhundert
- Windmühle von René

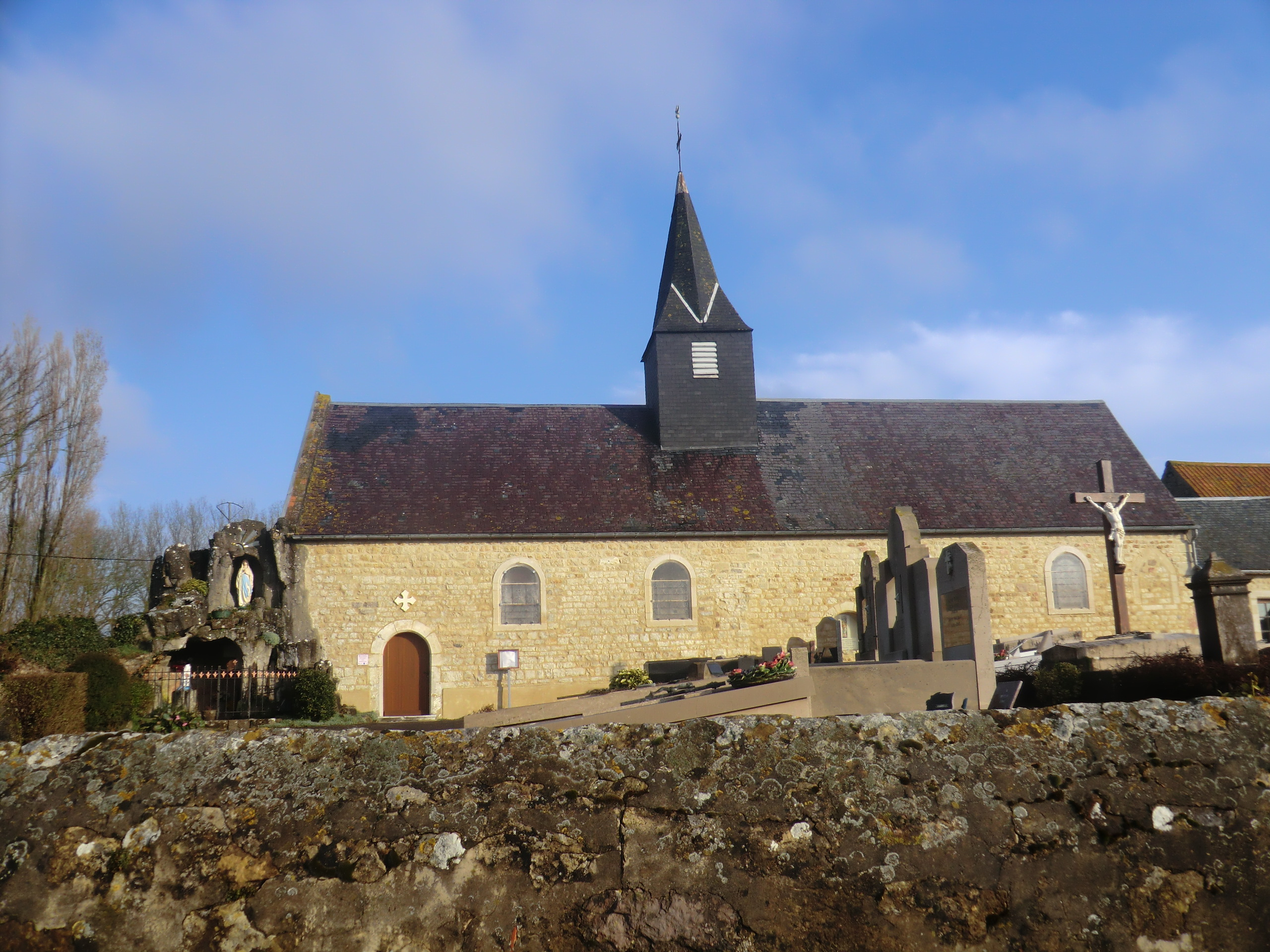
Kirche Saint-Maxime
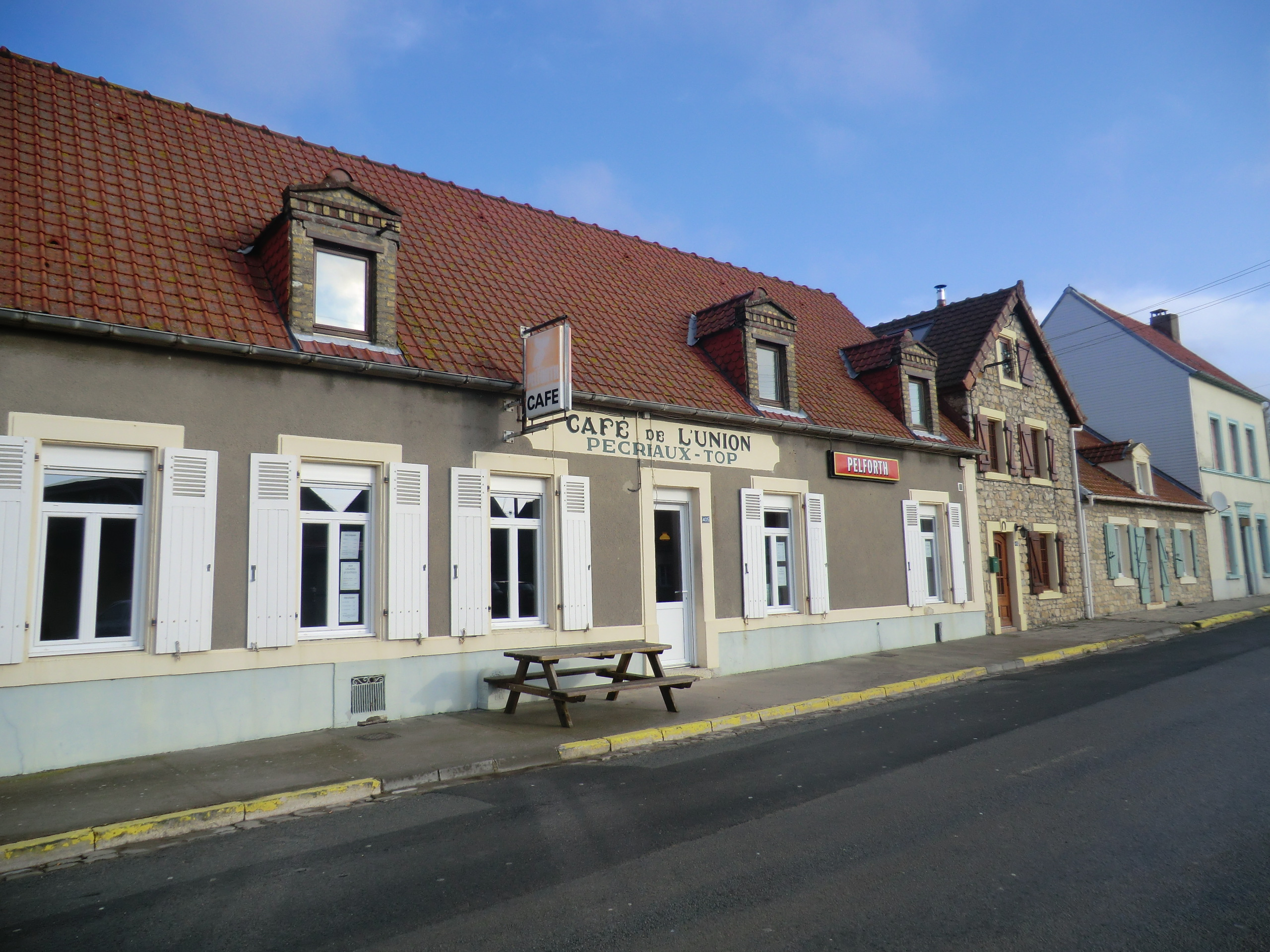
Café in Beuvrequen